# Тканевая инженерия
Тканевая инженерия (англ. tissue engineering) — подход к созданию имплантируемых тканей и органов, использующий фундаментальные структурно-функциональные взаимодействия в нормальных и патологически измененных тканях при создании биологических заместителей для восстановления или улучшения функционирования тканей. Тканеинженерные конструкции представляют собой биомедицинский клеточный продукт, который состоит из клеток (клеточных линий), биосовместимого материала и вспомогательных веществ, и означают любой биомедицинский клеточный продукт, который состоит из клеточной линии (клеточных линий) и биосовместимого материала. Термин «биосовместимый материал» в данном контексте означает любой биосовместимый материал природного (например, децеллюляризованные графты) или синтетического происхождения. Например, к таким материалам относятся биосовместимые полимеры (полилактат и полиглюконат), биосовместимые металлы и сплавы (титан, платина, золото), биосовместимые природные полимеры (коллаген). 
Тканеинженерные конструкции используются при создании биологических заместителей для восстановления или улучшения функционирования тканей.  Клетки, как компонент конструкции, могут быть получены из разных источников и находиться на разных стадиях дифференцировки от малодифференцированных клеток до высокодифференцированных специализированных клеток. Заселение клетками подготовленного матрикса представляет собой актуальную проблему современной биомедицины. При этом свойства поверхности матрикса влияют на колонизацию клетками, в том числе прикрепление клеток и их пролиферацию по матриксу.
Известные в настоящее время способы получения тканеинженерных конструкций используют приготовление суспензии клеток и физическое нанесение этой суспензии на биосовместимый материал посредством поэтапного осаждения суспензионной культуры с образованием монослоя и помещения материала в раствор в течение длительного времени, достаточного для проникновения клеток по всему объему материала, а также использования 3D-биопечати. Предлагаются различные способы формирования тканеинженерных эквивалентов полых внутренних органов, таких как уретра, мочевой пузырь, желчный проток, трахея.

## Клинические исследования
Тканеинженерные конструкции на основе биосовместимых материалов изучались в ходе в клинических исследований на пациентах по поводу урологических и дерматологических заболеваний.